# 蒙日尔贝
蒙日尔贝（法語：Montgilbert，法語發音：[mɔ̃ʒilbɛʁ]）是法国萨瓦省的一个市镇，属于圣让德莫里耶讷区。

## 地理
蒙日尔贝（45°32'59"N, 6°17'5"E）面积9.53 平方千米，位于法国奥弗涅-罗讷-阿尔卑斯大区萨瓦省，该省份为法国东部省份，历史上为薩伏依的一部分，北起上萨瓦省，西接伊泽尔省和安省，南部和东部与上阿尔卑斯省和意大利接壤。
与蒙日尔贝接壤的市镇（或旧市镇、城区）包括：布尔讷夫、热隆河畔沙穆、蒙唐德里、瓦勒达尔克。

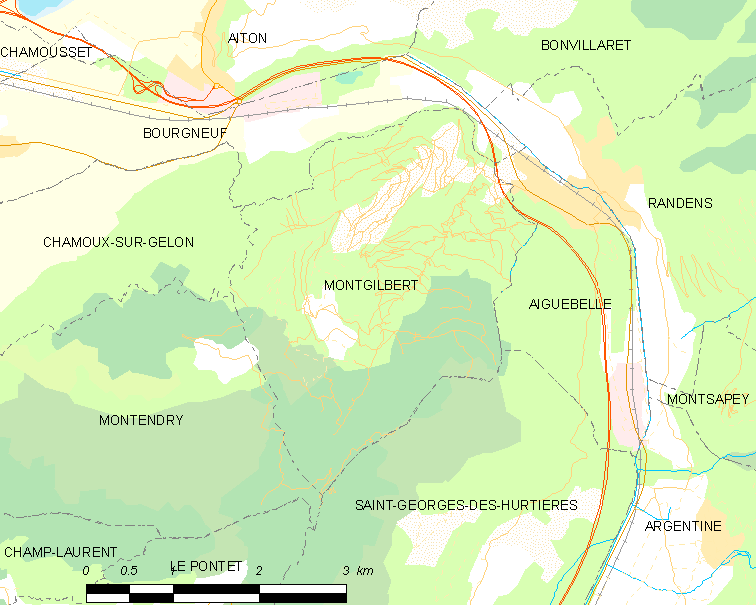
蒙日尔贝的OSM定位图

蒙日尔贝的时区为UTC+01:00、UTC+02:00（夏令时）。

## 行政
蒙日尔贝的邮政编码为73220，INSEE市镇编码为73168。

## 政治
蒙日尔贝所属的省级选区为圣皮埃尔达尔比尼县。

## 人口

1962-2008年间蒙日尔贝人口变化图示

蒙日尔贝于2022年1月1日时的人口数量为115人。